# Resen (Makedonien)
 For alternative betydninger, se Resen. (Se også artikler, som begynder med Resen)
Resen er en by, som ligger i den sydvestlige del af Makedonien, mellem Galicica og Baba-bjerget, halvvejs mellem Ohrid (35 km) og Bitola (31 km), og 198 km fra hovedstaden Skopje. Byen nævnes første gang som bebyggelse under navnet Rosne i 1337.
Slottet Resen blev bygget af Ahmed Nijazi Beg, som boede i Resen, og som var en af lederne under den ungtyrkiske revolution i 1908. Prespa-området (omkring Prespa-søen) er kendt for frugtproduktion, og Resen er berømt for sine æbler.